# Dhami
Dhami fou un estat tributari protegit del grup de les muntanyes Simla, avui Himachal Pradesh, sota dependència del govern del Panjab. La superfície era de 67 km² i la població (1881) de 3.322 habitants amb 214 pobles i el 1901 de 4-504 habitants. El tribut anual era de 72 lliures el 1881 (anteriorment, sota l'anterior rana, eren 36 lliures, ja que tenia perdonada la meitat del pagament pels serveis durant el motí de 1857) 
Estava situat a uns 18 km a l'oest de Simla. Al final del segle XII Muizz al-Din Muhammad de Ghor va envair l'Índia i un dels senyors fugitius va arribar a Raipur (després districte d'Ambala) i al segle XIII va fundar per conquesta el principat de Dhami. Va esdevenir feudatari de Bilaspur i fou ocupat pels gurkhes del 1803 al 1815 però el 1816 els britànics el van restablir i el van reconèixer com independent amb Goverdhan Singh com a rana (1815-1868). El va succeir el seu fill Fateh Singh (confirmat el 26 de gener de 1870), de casta rajput, que va morir el 1894 i el va succeir el seu fill Hira Singh al que, per determinats serveis, li fou dispensada la meitat del tribut de manera vitalicia. Va morir el 1920 i va pujar al tron el seu fill menor de'edat (nascut el 1908) Raja Shri Dalip Singh que va governar fins a l'accessió a l'Índia el 1948 i va morir el 8 de maig de 1987.

## Llista de sobirans
- Rana Goverdhan Singh 1815-1868
- Rana Fateh Singh 1868-1894
- Rana Hira Singh 1894-1920
- Raja Shri Dalip Singh 1920-1948

## Bandera
La bandera de Dhami era rectangular de color safrà, amb un cantó verd ocupant una mica menys d'un quart del drap.